# Salvia verbenaca
Espèce
Classification phylogénétique
Salvia verbenaca, qui a pour nom commun Sauge verveine ou Sauge fausse verveine, est une espèce de plantes à fleurs de la famille des Lamiaceae et du genre Salvia.

## Description
Salvia verbenaca se distingue de Salvia pratensis par ses feuilles divisées et ses fleurs beaucoup plus petites, bleues, lilas ou blanches de 6 à 10 mm. C'est une plante vivace de 20 à 80 cm de hauteur. La tige est droite, simple ou ramifiée. Les feuilles verdâtres sont ridées sur la face supérieure, les inférieures en rosettes basales, longuement pétiolées, oblongues à ovales, plus ou moins lobées à pennées, grossièrement incisées, de 5 à 10 cm de long et de 2 à 4 cm de large, les feuilles sont caulinaires opposées, plus ou moins sessiles.
Les verticilles ont de 4 à 10 fleurs en épis lâches ou denses, souvent ramifiés, terminaux. Les sporophylles sont vertes, ovales, pointues d'environ 6 mm de long, plus courtes que le calice de 8 à 10 mm de long et recouvertes d'une pubescence blanche. La corolle est violette, rarement bleutée ou rose. Elle fleurit du printemps à l'été.

## Répartition
La sauge verveine se trouve en Macaronésie, du bassin méditerranéen au Caucase et en Europe occidentale. Elle est très rarement trouvée dans les contreforts sud des Alpes. C'est une néophyte en Europe centrale ainsi qu'en Amérique du Nord et du Sud.
La sauge verveine est présente dans les prairies sèches et les jachères. Elle prospère mieux sur un sol sec, pierreux et limoneux et dans un climat chaud.

## Parasitologie
La fleur a pour parasite Pseudophilotes bavius. Le fruit a pour parasite Neaylax verbenaca (pt). La feuille a pour parasites Hadrodemus m-flavum, Platyplax salviae, Platyplax inermis, Neoglanis intermedius (nl), Dibolia rufofemorata (nl), Aceria verbenacae, Aphis salviae (sv), Aphis fabae, Golovinomyces salviae, Aceria salviae, Coleophora albitarsella (en), Puccinia thymi (sv), Aphis gossypii. La racine a pour parasites Longitarsus obliteratus, Chamaesphecia osmiaeformis (en), Chamaesphecia doleriformis (en), Chamaesphecia proximata (en). Le collet a pour parasite Phrydiuchus quijote. La tige a pour parasites Squamapion leucophaeatum, Phrydiuchus topiarius.